# Saterland
Saterland (en frisón de Saterland: Seelterlound) es un municipio situado en el distrito de Cloppenburg, en el estado federado de Baja Sajonia (Alemania), a una altitud de 5 metros. Su población a finales de 2016 era de unos 13 200 habitantes y su densidad poblacional, 110 hab/km².
Se encuentra ubicado a unos 35 km al oeste de la ciudad de Oldemburgo, al este de la frontera con Países Bajos.